# Бира (телерадиокомпания)

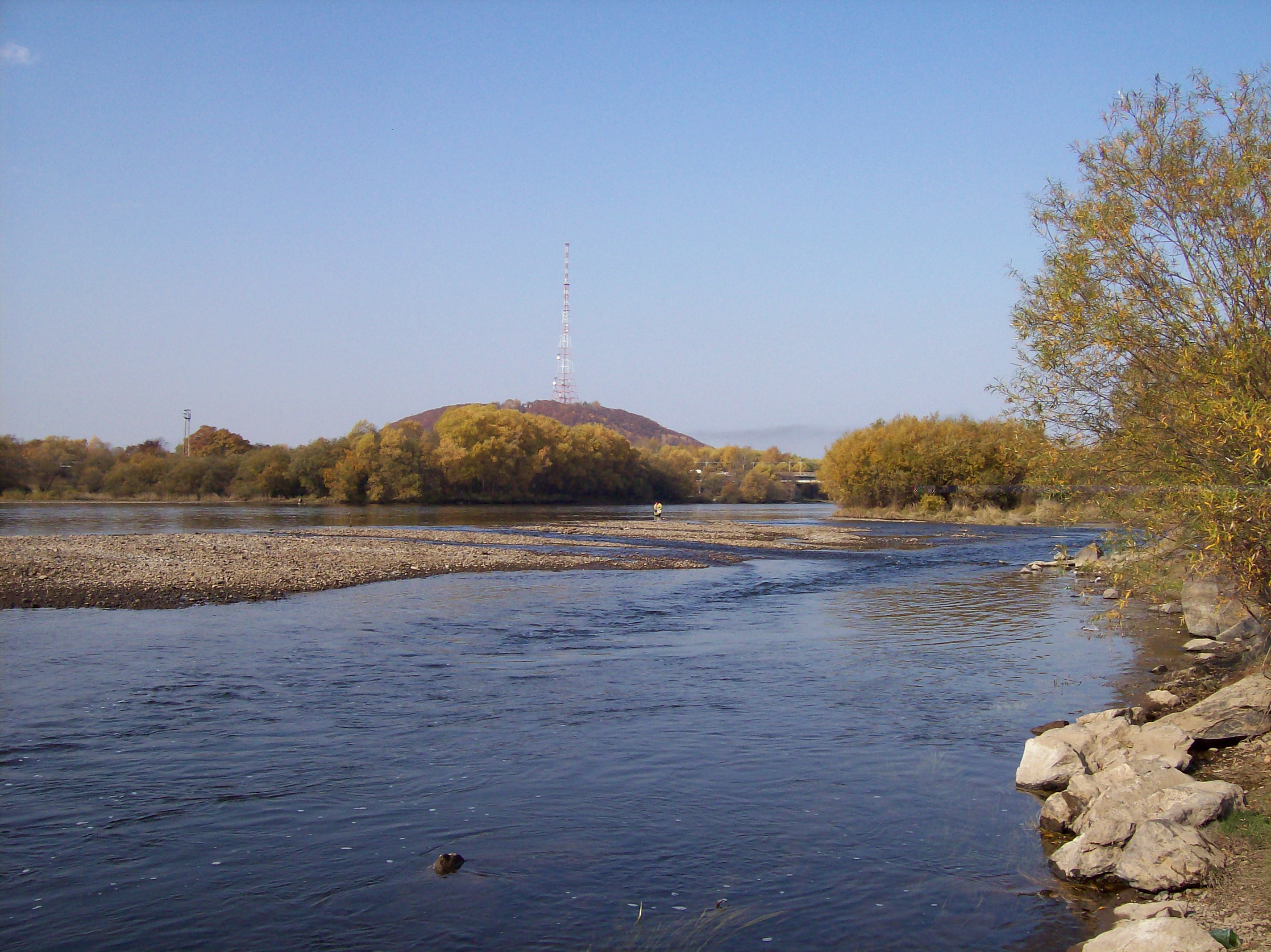
Телебашня в Биробиджане

Государственная телевизионная и радиовещательная компания «Бира́» (ГТРК «Бира») — филиал ФГУП «Всероссийская государственная телевизионная и радиовещательная компания» в Еврейской автономной области.

## Теле- и радиоканалы
- Россия-1 Биробиджан
- Россия-24 Биробиджан
- Радио России Биробиджан

## Передачи
- «Вести-Биробиджан» — главная информационная программа телерадиокомпании.
- «Местное время. Воскресенье» — еженедельная информационная программа телерадиокомпании.
- «Идишкайт» — рассказывает о событиях в жизни еврейской общины ЕАО, о еврейских праздниках, истории, традициях нашего народа. Окунуться в мир «еврейства», именно так переводится слово «идишкайт».

## История
Создана 4 января 1935 года как Комитет по радиофикации и радиовещанию при облисполкоме ЕАО, 24 мая 1950 года переименован в Комитет радиоинформации при облисполкоме ЕАО, 22 июня 1953 года — Отдел радиоинформации при Управлении культуры Облисполкома Еврейской АО, 27 июня 1958 года — Редакцию радиовещанию при Облисполкоме ЕАО, 27 октября 1961 года — Комитет по радиовещанию и телевидению Облисполкома ЕАО, 16 апреля 1971 года — Комитет по телевидению и радиовещанию Облисполкома ЕАО, 4 февраля 1992 года — Еврейская государственная телевизионная и радиовещательная компания «Бира», современное название носит с января 1993 года.